# Richard A. Snelling
Richard Arkwright Snelling (Allentown, 18 febbraio 1927 – Shelburne, 13 agosto 1991) è stato un politico statunitense, governatore del Vermont dal 1977 al 1985 e poi nuovamente nel 1991.

## Biografia
Nato in Pennsylvania, Snelling studiò all'Università di Harvard e nel 1944 si arruolò nello United States Army Air Corps, prestando servizio attivo sul finire della seconda guerra mondiale e durante l'occupazione della Germania. Conseguì il grado di Technician Fifth Grade e si congedò a Fort Dix nel 1946. In seguito tornò ad Harvard, dove ottenne la laurea in economia.
Si trasferì nel Vermont nel 1953, per lavorare come assistente del direttore della Colonial Motors, una concessionaria automobilistica. Fu poi direttore e presidente della Green Mountain Television Corporation, una televisione via cavo. Nel 1957 fondò la Shelburne Industries, una ditta produttrice di cavi e pezzi in metallo per l'attrezzatura sciistica. L'affare si rivelò fruttuoso, rendendo Snelling milionario.
All'attività industriale, Snelling affiancò anche l'attività politica. Membro del Partito Repubblicano, nel 1956 aveva tentato infruttuosamente di farsi eleggere al Senato del Vermont. Tra il 1959 e il 1961 fu membro della Camera dei rappresentanti del Vermont, poi nel 1964 si candidò alla carica di vicegovernatore del Vermont senza riuscire ad essere eletto. Stessa sorte ebbe, nel 1966 la sua candidatura alla carica di governatore. Nel 1972 fu eletto nuovamente alla Camera dei rappresentanti del Vermont, dove restò per i successivi quattro anni, rivestendo anche il ruolo di leader di maggioranza nel corso dell'ultimo mandato.
Nel 1976 si candidò per la seconda volta alla carica di governatore del Vermont e risultò eletto, sconfiggendo l'avversaria democratica Stella Hackel Sims e l'indipendente Bernie Sanders. Nel corso del suo mandato, Snelling fu particolarmente attivo nella difesa dei temi ambientali, opponendosi ad un piano che avrebbe consentito l'estrazione di uranio nel Vermont e vietando la vendita di detergenti contenenti fosfati, sostenendo la loro pericolosità nell'inquinamento idrico. Fu rieletto nel 1978, nel 1980 e nel 1982, ma nel 1984 non concorse per un ulteriore mandato e fu succeduto dalla democratica Madeleine Kunin. Nel 1986 si candidò al Senato, venendo sconfitto con un ampio margine di scarto dal democratico in carica Patrick Leahy.
In seguito alla sconfitta elettorale, Snelling tornò ad occuparsi delle sue aziende e viaggiò a lungo per il mondo a bordo di uno yacht che aveva acquistato, venendo tuttavia menzionato dagli opinionisti politici come uno dei pochi repubblicani a cui poteva fare riferimento il futuro della politica statale. Fu così che nel 1990 Richard Snelling tornò a candidarsi nuovamente alla carica di governatore, venendo rieletto con un margine di quasi sei punti percentuali sul rivale Peter Welch. Snelling si concentrò nei primi mesi del suo nuovo mandato sulla condizione finanziaria precaria dello stato del Vermont e intraprese una manovra economica volta a pareggiare il bilancio. Otto mesi dopo essersi insediato per il suo quinto mandato da governatore, tuttavia, Snelling fu colpito da un attacco di cuore nella propria abitazione, morendo all'età di sessantaquattro anni.
Per oltre quarantaquattro anni, Snelling fu sposato con Barbara, dalla quale ebbe quattro figli. Alla morte del marito, Barbara Snelling intraprese la carriera politica fino ad essere eletta vicegovernatrice del Vermont nel 1992 e membro del Senato del Vermont nel 1998. Anche due dei loro figli seguirono le orme dei genitori: Diane succedette alla madre al Senato del Vermont, mentre Mark fu candidato alla carica di vicegovernatore nelle primarie repubblicane del 2010.